# Arenosiphon
Arenosiphon es un género de foraminífero bentónico de la subfamilia Jaculellinae, de la familia Hippocrepinidae, de la superfamilia Hippocrepinoidea, del suborden Hippocrepinina y del orden Astrorhizida. Su especie tipo es Arenosiphon giganteus. Su rango cronoestratigráfico abarca el Caradociense (Ordovícico superior).

## Discusión
Clasificaciones incluían Arenosiphon en la subfamilia Hippocrepininae, así como en el suborden Textulariina del orden Textulariida.

## Clasificación
Arenosiphon incluye a las siguientes especies:
- Arenosiphon giganteus †
- Arenosiphon minima †
- Arenosiphon rugosa †